# Italo Moscati
Italo Moscati (Milano, 22 agosto 1937) è uno scrittore, sceneggiatore, regista, critico televisivo, critico teatrale e critico cinematografico italiano.

## Biografia
Italo Moscati nasce a Milano da genitori campani il 22 agosto 1937, ma pochi anni dopo la sua famiglia si trasferisce a Bologna. A sedici anni inizia a scrivere per il giornale studentesco Sette in Condotta per il quale intervista Giovanni Spadolini, allora direttore de Il Resto del Carlino, che lo assume come praticante. Nel 1961 diventa giornalista professionista e inizia a lavorare come corrispondente del Giorno per poi passare all'Avvenire d'Italia, che a quel tempo aveva sede a Bologna. Nel 1967 lascia Bologna per trasferirsi a Roma dove entra a far parte della Rai come responsabile dei Programmi Sperimentali, lanciando, tra gli altri, i registi Gianni Amelio, Giuseppe Bertolucci e Peter Del Monte e producendo film d’autore (Jean-Luc Godard, Marco Ferreri, Glauber Rocha e altri). Nel frattempo frequenta corsi sulla comunicazione di massa sia a Bologna che a Milano. Successivamente consegue una laurea in economia, diritto e storia contemporanea.
Continuando la collaborazione con la Rai produce alcune riprese di spettacoli teatrali e musicali facendo, sempre in questo campo, esperienze anche a New York, Los Angeles e San Francisco.
Nel 1970 inizia la collaborazione con Liliana Cavani con la quale scrive le sceneggiature di numerosi suoi film, come I cannibali, Il portiere di notte, Milarepa, Al di là del bene e del male, Dove siete? Io sono qui.
Dal 1975 passa a Raidue come regista e sceneggiatore di programmi e servizi culturali e telefilm tra cui Paparazzo, Lo spaccone, Caccia all'uomo occulto, Stelle in fiamme (18 puntate) e Gioco perverso (premiato al festival del cinema di Salerno nel 1999). Inoltre, sempre su Raidue, conduce tg nazionali.
Italo Moscati ha lavorato anche per Raitre come autore del docufilm Grace Kelly, la donna che visse due volte e Roma cinema.
Nel 1994 passa a Raiuno dove crea programmi storici dedicati al cinquantenario della fine della seconda guerra mondiale, aggiudicandosi il Premio St. Vincent del 1997. Inoltre realizza la seconda serie di Combat Film e partecipa a diversi programmi, tra cui Unomattina e TV Talk. Realizza inoltre programmi come Tema, Epoca, Tempo, C'era una volta la tv, recuperando in gran parte preziosi documenti nelle Teche Rai e dell'Istituto Luce.
Nel 1996 diventa vicedirettore di Rai Educational realizzando lunghe serie sul Novecento.
In seguito intraprende la carriera da insegnante di storia all'Accademia dell'arte e del costume di Roma. Tiene inoltre corsi sullo spettacolo e sui massmedia e insegna Storia dei Media all’Università di Teramo e in altri atenei.
Nel 1997 diventa direttore artistico del Premio Libero Bizzarri di San Benedetto del Tronto e direttore di Libero, Il giornale del cinema e del documentario.
Per quattro anni è stato presidente del Centro d'arte contemporanea Luigi Pecci di Prato.
Nel 1998 grazie ai programmi Tema, Epoca, Tempo e C'era una volta la tv vince il Premio Enzo Tortora.
Nel 1999 realizza un documentario sulla morte di Marilyn Monroe La fine di un sogno per Raitre. L'anno dopo continua ad insegnare storia all'università di Teramo ed è autore di 5 puntate di Babylon Tv trasmesse da Raitre e Cuore Tv da Raiuno.
Per il teatro ha scritto dieci commedie, rappresentate e dirette da Ugo Gregoretti, Augusto Zucchi e Piero Maccarinelli. Tutte raccolte in volumi.
Per il cinema, oltre alla collaborazione con Liliana Cavani, scrive sceneggiature con Luigi Comencini, Silvano Agosti, Giuliano Montaldo e altri. Dirige inoltre il tv movie Gioco perverso, La vera storia di Osvaldo Valenti e Luisa Ferida, da Cinecittà alla guerra civile; il serial Stelle in fiamme e numerosi film doc tra cui A New York! A New York!; Piccoli graffiti; Il sogno del futuro; Le mille e una Venezia; Risvegli d'Italia; La ciociara e le altre; Occhi sgranati; Via Veneto Set; Passioni nere; Il Paese mancato; Viziati 1; Viziati 2; Non solo voce, Maria Callas; Luciano Pavarotti, l'ultimo tenore?; Donne & Donne; Gli anni del 9 presentati in diversi e importanti festival, in Italia e all'estero.
Scrive numerosi libri Tra i suoi ultimi, ricordiamo: Gioco perverso, La vera storia di Osvaldo Valenti e Luisa Ferida, da Cinecittà alla guerra civile; I piccoli Mozart, Wolfi e Nannerl, una storia di bambini prodigio; Sophia Loren, storia dell'ultima diva; Sergio Leone, quando il cinema era grande; Pier Paolo Pasolini, vivere e sopravvivere editi da Lindau. Alberto Sordi, una vita tutta da ridere edito da Castelvecchi e Anna Magnani, un urlo senza fine; Vittorio De Sica, vitalità, passione e talento in un'Italia dolceamara; Eduardo De Filippo, scavalcamontagne, cattivo, genio consapevole editi da Ediesse-Eri.
Moscati ha avuto molti e prestigiosi premi fra cui il St. Vincent come autore televisivo, il Tuscania per il libro Gioco perverso, l'appassionante vicenda di Osvaldo Valenti e Luisa Ferida; il Leone di Pietra (per il libro su Sergio Leone); il Cinemadamare per i programmi di cinema alla radio: Hollywood Party, Il ritorno di Belfagor (sceneggiato), Alle 8 della sera (ritratti dedicati a grandi attori e registi, tra cui Hitchcock), Ma com'era il '68. Di recente ha realizzato i film doc Viziati 3, Luci di Natale, 1200 chilometri di bellezza e il racconto radio in otto puntate 1989, il crollo del Muro. Ha inoltre diretto tre brevi film in 3D: Venezia Carnevale 3D, Un gigante, Firenze Inferno Paradiso.

## Filmografia

### Sceneggiatore
- I cannibali, regia di Liliana Cavani (1970)
- N.P. - Il segreto, regia di Silvano Agosti (1971)
- Il portiere di notte, regia di Liliana Cavani (1974)
- Milarepa, regia di Liliana Cavani (1974)
- Al di là del bene e del male, regia di Liliana Cavani (1977)
- L'amore in Italia, regia di Luigi Comencini (1978) - serie tv
- Gli invisibili, regia di Pasquale Squitieri (1988)
- Dove siete? Io sono qui, regia di Liliana Cavani (1993)
- Poco più di un anno fa - Diario di un pornodivo, regia di Marco Filiberti (2003)
- L'altro Adamo, regia di Pasquale Squitieri (2014)

### Regista
- Gioco perverso (1993)
- Combat film (1997)
- Il paese mancato (2005) - documentario
- Ad occhi sgranati (2005) - documentario
- Via Veneto Set (2006) - documentario
- 1200 Km di bellezza (2015) - documentario

## Teatro
Italo Moscati ha realizzato dieci commedie, racchiuse in 4 libri: 
- "Rossiniana": incentrato su Gioachino Rossini e stato pubblicato nel 1989
- "Teatralità": pubblicato nel 1988
- "Politicanza": su criminalità e corruzione
- "A cena dopo teatro": pubblicato nel 1992

Durante la carriera teatrale traduce alcune commedie di Shakespeare e Molière.

## Libri
- Rossiniana. Nove specchi per Gioacchino. L'aria del sorbetto, 1989, ISBN 88-711-9058-0.
- Il trombettiere di Gianni Brera, 1990, ISBN 88-749-7357-8.
- A cena dopo teatro: cinque commedie e tanti discorsi a tavola, 1992, ISBN 88-711-9474-8.
- Manuale per la sopravvivenza a teatro, 1992, ISBN 88-749-7430-2.
- Lo schermo mutante, 1993, ISBN 88-397-0820-0.
- Sophia Loren. Tutto cominciò quando la madre di una ragazza di Pozzuoli sognò di diventare Greta Garbo, 1994, ISBN 88-317-5857-8.
- Sophia Loren. La storia dell'ultima diva, 1995, ISBN 88-718-0555-0.
- Pasolini e il teorema del sesso. 1968: dalla mostra del cinema al sequestro. Un anno vissuto nello scandalo, 1995, ISBN 88-428-0141-0.
- Il cattivo Eduardo. Un artista troppo amato e troppo odiato, 1998, ISBN 88-317-6958-8.
- 2001: un'altra odissea. Quando il futuro sedusse il cinema, 2000, ISBN 88-317-7536-7.
- Prato dell'arte. Un'avventura contemporanea, 2001, ISBN 88-317-7822-6.
- Le scarpe di Jack Kerouac. Sulla strada, fra le immagini di un mondo in allarme, 2003, ISBN 88-230-0511-6.
- Anna Magnani. Vita, amori e carriera di un'attrice che guarda dritto negli occhi, 2003, ISBN 88-230-0553-1.
- Anna Magnani. Un urlo senza fine, 2003, ISBN 88-670-8358-9.
- Vittorio De Sica. Vitalità passione e talento in un'Italia dolceamara, 2004, ISBN 88-230-1010-1.
- Pasolini Passione, 2004, ISBN 88-230-1061-6.
- I piccoli Mozart. Wolfi e Nannerl, una storia di bambini prodigio, 2006, ISBN 88-718-0582-8.
- Hitchcock. Il laboratorio dei brividi, 2009, ISBN 978-88-230-1388-9.
- Fellini & Fellini. Da Rimini a Roma, inquilino a Cinecittà, 2010, ISBN 978-886-7085-088.
- Greta Garbo. Diventare star per sempre, 2010, ISBN 88-961-0554-4.
- L'albero delle eresie. Dagli anni inauditi e travolgenti agli anni che ci attendono, 2011, ISBN 978-88-230-1614-9.
- Così si amavano (così ameremo?), 2013, ISBN 88-397-1580-0.
- Eduardo De Filippo. Scavalcamontagne, cattivo, genio consapevole, 2014, ISBN 978-88-230-1902-7.
- Sergio Leone. Quando il cinema era grande, 2014, ISBN 88-670-8244-2.
- Pier Paolo Pasolini. Vivere e sopravvivere, 2015, ISBN 88-670-8365-1.
- Luca Ronconi. Un grande maestro negli anni dei guru, 2016, ISBN 978-88-230-2018-4.
- Ettore Scola e la commedia degli italiani. C'eravamo tanto amati?, 2017, ISBN 978-88-230-2082-5.
- Non solo voce, Maria Callas. Mai amata regalò l'amore, 2017, ISBN 88-328-2120-6.
- The Young Sorrentino. Il ragazzo vissuto su una panchina, 2017, ISBN 88-694-4927-0.
- Vittorio De Sica. Ladri di biciclette e ladri di cinema, 2018, ISBN 88-328-2357-8.
- Federico Fellini. Cent'anni: film, amori, marmi, 2019, ISBN 978-88-328-2775-0.
- Sergio Leone. Quando i fuorilegge diventano eroi, 2019, ISBN 88-328-2642-9.
- Ennio Morricone, 2020, ISBN 978-88-3290-1917.
- Alberto Sordi. Una vita tutta da ridere, 2020, ISBN 88-328-2923-1.